# Линейные корабли типа Courageux
Тип линейных кораблей Courageux — восемь линейных кораблей третьего ранга Королевского флота. Этот тип кораблей ещё иногда называют типом Leviathan. Первые четыре корабля этого типа были копией французского корабля Courageux, захваченного в 1761 году HMS Bellona. Еще два корабля типа были построены как слегка удлиненная версия Courageux. Последние два корабля построены уже после второй модификации проекта. Корабли данного типа относились к так называемым «обычным 74-пушечным кораблям», так как несли на верхней орудийной палубе 18-фунтовые пушки.

## Корабли

### Первоначальный проект
- HMS Carnatic

Строитель: королевская верфь, Дептфорд

Заказан: 14 июля 1779 года

Спущен на воду: 21 января 1783 года

Выведен: разобран, 1825 год

- HMS Colossus

Строитель: верфь в Грейвзенде

Заказан: 13 декабря 1781 года

Спущен на воду: 4 апреля 1787 года

Выведен: сел на мель в 1798 году

- HMS Leviathan

Строитель: королевская верфь, Чатем

Заказан: 9 декабря 1779 года

Спущен на воду: 9 октября 1790 года

Выведен: продан на слом, 1848 год

- HMS Minotaur

Строитель: королевская верфь в Вулвиче

Заказан: 3 декабря 1782 года

Спущен на воду: 6 ноября 1793 года

Выведен: разбился о скалы в 1810 году

### Удлиненный вариант
- HMS Aboukir

Строитель: Бриндли, Фриндсбури

Заказан: 24 ноября 1802 года

Спущен на воду: 18 ноября 1807 года

Выведен: продан в 1838 году

- HMS Bombay

Строитель: королевская верфь, Дептфорд

Заказан: 23 июля 1805 года

Спущен на воду: 28 марта 1808 года

Выведен: разобран, 1825 год

### Вторая модификация
- HMS Blake

Строитель: королевская верфь, Дептфорд

Заказан: 30 октября 1805 года

Спущен на воду: 23 августа 1808 года

Выведен: продан в 1816 году

- HMS San Domingo

Строитель: королевская верфь, Вулвич

Заказан: 30 октября 1805 года

Спущен на воду: 3 марта 1809 года

Выведен: продан в 1816 году